# Randall Thompson
Randall Thompson   (Nova York, 21 d'abril de 1899 - Boston, 9 de juliol de 1984) fou un compositor estatunidenc, destacat especialment per les seves obres corals.
Randall va assistir a l'escola Lawrenceville, on el seu pare era professor d'anglès. Després va assistir a la Universitat Harvard, es va convertir en professor ajudant de música i director de cor en el "Wellesley College", i va rebre un doctorat en música de la Universitat de Rochester' i de l'Escola de "Música Eastman". Va continuar a ensenyar a l'Institut de música de Curtis (exercint el càrrec de director el 1941/1942), a la Universitat de Virgínia i a la Universitat Harvard. Es destaca sobretot per les seves obres corals. Va ser membre d'honor del capítol "Rho Tau de la fraternitat Phi Mu Alpha Sinfonia" a la Universitat Estatal d'Appalaqui.
Thompson va compondre tres simfonies i nombroses obres vocals, entre les quals destaca la americana, El testament de la llibertat, Frostiana i El regne pacífic, inspirades en la pintura d'Edward Hicks la seva obra coral més popular i reconeixible és el seu himne, Al·leluia, per encàrrec de Serge Koussevitzky per a la inauguració del "Berkshire Music Center" de Tanglewood. També va escriure les òperes Solomon and Balkis i The Nativity According to St. Luke.
Americana, un cicle de cançons, està escrit en un estil d'art musical del segle XX conegut com a "Notícies": composicions que parodien la disposició i el contingut de diaris, o les seves lletres es treuen dels mitjans del dia. Les lletres són aixecats de la secció de "Americana" de HL Mencken 's nord-americà Mercuri revista, que reimprimir les cites i històries de les publicacions nord-americanes. Els textos del cicle de cançons provenen de publicacions com Seattle, Washington, Post-Intelligencer, Little Rock, Arkansas, Gazette i un fullet publicat per la National Women's Christian Temperance Union.
Leonard Bernstein va ser un dels estudiants de Thompson, tant a Harvard com a Curtis, segons el seu propi testimoni en un discurs que va pronunciar al banquet del 75è aniversari de l'Institut Curtis. Entre els altres estudiants destacats de Thompson figuren Samuel Adler, Leo Kraft, Juan Orrego-Salas, John Davison, Thomas Beveridge, Charles Edward Hamm, George Lynn, William P. Perry, Christopher King, Joel Cohen, Frederic Rzewski, Richard Edward Wilson, John Walter Hill, i David Borden.
En honor de la vasta influència de Thompson en la música coral masculina, el 2 de maig de 1964 es va convertir en el primer destinatari del prestigiós premi de mèrit de la Universitat de Pennsilvània "Glee Club". Fundat el 1964, aquest premi pretenia "aportar una declaració d'agraïment a un individu cada any que hagi contribuït significativament al món de la música i ha ajudat a crear un clima en el qual els nostres talents puguin trobar una expressió vàlida". Ell també era un recipient de la Universitat Yale's medalla de Sanford.